# Б 1913
Б 1913 — датский футбольный клуб, базирующийся в городе Оденсе.

## История
Клуб был основан в 1913 году. В чемпионате Дании клуб дебютировал в сезоне 1927/28 (первый сезон лиги), но в сезоне 1928/29 был понижен в классе. Он вернулся в элиту в 1940/41 сезоне и сразу же выиграл свою группу из семи команд, дойдя до четвертьфинала плей-офф, где он проиграл «Фремад Амагер». Клуб оставался в высшей лиге до сезона 1944/45. Возвращения в первый дивизион клубу пришлось ждать до 1960 года. Клуб участвовал в Кубке европейских чемпионов 1961/62, где в первом туре была разгромлена люксембургская «Спора» (6:0 и 9:2). В следующем туре у датского клуба не было шансов против «Реал Мадрида» (поражение 0:3 дома и 0:9 в гостях). В 1961 году Б 1913 занял третье место в лиге, а в 1962 и 1963 годах — два вторые места подряд. Команда играла в элите, пока в 1966 году не вылетела, компанию Б 1913 составил Б-1909. Обе команды вернулись в первый дивизион в следующем году. После двух хороших сезонов (четвёртое место в 1968 году и седьмое в 1969 году) в 1970 году Б 1913 занял предпоследнее 11-е место и вылетел во второй дивизион. Клуб ждал возвращения 18 лет, когда в 1988 году был повышен в классе. Клуб сыграл в лиге только один сезон в 1989 году и занял предпоследнее 13-е место в турнирной таблице. Б 1913 снова вылетел из первого дивизиона, на этот раз навсегда.
В 2006 году Б 1913 объединился с клубами Б-1909 и «Далум», в результате чего появился новый клуб «Фюн», который в 2006/07 сезоне начал выступления во втором дивизионе. Однако 31 января 2013 года клуб был объявлен банкротом.